# Camp Municipal de Rugbi La Foixarda
Camp Municipal de Rugbi La Foixarda – stadion do rugby union w Barcelonie, w Hiszpanii. Został otwarty 25 grudnia 1921 roku. Może pomieścić 800 widzów. Swoje spotkania rozgrywają na nim rugbyści klubów Barcelona Universitari Club i Gòtics RC, grywają na nim także reprezentacje Hiszpanii i Katalonii w rugby.
Stadion La Foixarda został wybudowany w dolinie po dawnym kamieniołomie funkcjonującym od XVII do XIX wieku. Obiekt powstawał z myślą o organizacji w Barcelonie Letnich Igrzysk Olimpijskich 1924 i był przewidziany jako główny stadion tej imprezy w przypadku przyznania miastu organizacji olimpiady. Według planów miał pomieścić 35 000 widzów. Pierwotnie arenę nazwano Estadi Català (dosł. Stadion Kataloński). Ostatecznie jednak prawo organizacji igrzysk przyznano Paryżowi. Niedokończony stadion zainaugurowano 25 grudnia 1921 roku, a na otwarcie rozegrano dwa spotkania pomiędzy FC Barceloną i Spartą Praga (pierwsze zakończone zwycięstwem przyjezdnych 3:2, drugie – zwycięstwem klubu z Barcelony 2:0). Ponieważ pomysł organizacji igrzysk upadł, nie inwestowano w obiekt więcej środków i z czasem zaczął on popadać w ruinę. W 1929 roku ok. 500 m na wschód od obiektu otwarto nowy stadion olimpijski (Estadi Olímpic Lluís Companys), budowany tym razem z myślą o organizacji igrzysk w 1936 roku (ich organizację przyznano Berlinowi, choć po latach w końcu udało się wywalczyć prawo do organizacji olimpiady w Barcelonie i stadion ten został główną areną Letnich Igrzysk Olimpijskich 1992). Po wojnie domowej obiekt przemianowano na „La Foixarda”. W pierwszej połowie lat 50. XX wieku stadion przekształcono w obiekt do rozgrywania spotkań rugby. W 1955 roku odbyły się na nim mecze turnieju rugby w ramach Igrzysk Śródziemnomorskich 1955. W latach 1956, 1957, 1958, 1959, 1960, 1961, 1965, 1966 oraz 1985 obiekt gościł finałowe spotkania Pucharu Hiszpanii w rugby. W 2013 roku zainstalowano na nim sztuczną murawę.